# ホッブス (ニューメキシコ州)
ホッブス（Hobbs）は、アメリカ合衆国ニューメキシコ州のリー郡にある都市。人口は4万0508人（2020年）。テキサス州境に近い。サウスウェスト大学が立地する学園都市である。

## 解説
町の歴史は1907年に始まった。ホームステッド法によって国有地の処分が行われ、農地が開拓された。地名は、最初に入植した人物「ジェームズ・ホッブス」に由来する。1927年に石油が発見され、町は急速に発展した。
| サブスタブ | この項目は、まだ閲覧者の調べものの参照としては役立たない、書きかけの項目です。この項目を加筆・訂正などしてくださる協力者を求めています。このテンプレートは分野別のサブスタブテンプレートやスタブテンプレート（Wikipedia:分野別のスタブテンプレート参照）に変更することが望まれています。 |